# Mervent
Mervent település Franciaországban, Vendée megyében. Lakosainak száma 1073 fő (2022. január 1.). Mervent Bourneau, Foussais-Payré, L’Orbrie, Pissotte, Puy-de-Serre, Saint-Michel-le-Cloucq és Vouvant községekkel határos.

## Népesség
A település népességének változása:
| Lakosok száma | 1070 | 1055 | 1072 | 1050 | 1044 | 1047 | 1057 | 1065 | 1073 |
|               | 2013 | 2015 | 2016 | 2017 | 2018 | 2019 | 2020 | 2021 | 2022 |